# She's a Bitch
She's a Bitch é um single de Missy Elliott, lançado em 20 de abril de 1999.